# Conchyliurus lobatus
Conchyliurus lobatus is een eenoogkreeftjessoort uit de familie van de Clausidiidae. De wetenschappelijke naam van de soort is voor het eerst geldig gepubliceerd in 1958 door Humes & Cressey.